# Dabiša al Bosniei
Ștefan Dabiša (în sârbo-croată: Stjepan Dabiša, Стефан Дабиша, în maghiară: Dabiša István, n. secolul al XIV-lea – d. 1395, Kraljeva Sutjeska⁠(d), Federația Bosniei și Herțegovinei, Bosnia și Herțegovina) a fost un rege al Bosniei, membru al Casei de Kotromanić. A domnit de la 10 martie 1391 până la moartea sa la 8 septembrie 1395. Ales pentru a-l succeda la tron pe primul rege, Tvrtko I, Dabiša a păstrat la începutul domniei integritatea Regatului Bosniei. A rezistat cu succes Ungariei, Regatului de Neapole și chiar turcilor otomani. Cu toate acestea, ultima parte a domniei sale a fost marcat de ascensiunea magnaților medievali și de pierderea considerabilă a teritoriului și influenței Bosniei. A fost căsătorit cu Jelena Gruba, care a condus Bosnia după moartea sa.